# Asmodeus (česká hudební skupina)
Asmodeus (podle démona Asmodea) je česká progressive/thrash metalová kapela z Klatov založená roku 1987 v éře Československa.
Debutové studiové album Prosincová noc blíže neurčeného roku vyšlo pod hlavičkou českého vydavatelství Monitor v roce 1992.

## Diskografie
Demo nahrávky
- Heroes (1990)
- Invasion of Conscience (1990)
- Town of Fallen Statues (1991)
- Ve stínu kříže (1995)
- Avebury, Saturday, 5:59 p.m. (1997)

Studiová alba
- Prosincová noc blíže neurčeného roku (1992)
- Příjezd krále... (1995)
- Vchod do kruhu (1998)
- Na jehlách (2000)
- Sabat v Carnegie Hall (2003)
- Řetěz kritických událostí (2006)
- Past na Davida Kleinera (2014)
- Oko Horovo (2017)
- Pobřeží královny Marie (2023)

EP
- Den zúčtování (1994)[1]

Kompilační alba
- Retrospektivum (2010)

Various Artists kompilace
- Ultra Metal Vol. II (1992)

Singly
- Ty, kdo vstupuješ (2023)
- Pobřeží královny Marie (2023)
- D.N.O. (Do neznámých oblastí, do nitra oceánů) (2023)
- Za Prstenem Nibelungů (2023)
- Půlnoční studium (2023)
- Aqua Aurum (2023)

## Videografie
Videa
- Muka existence (2008) – CD + DVD